# Jeruzalemska patrijarhija
Jeruzalemska patrijarhija ili Jeruzalemska pravoslavna crkva (grč. Πατριαρχείον Ιεροσολύμων; arap. كنيسة القدس الأرثوذكسية) pomjesna je autokefalna crkva. Nalazi se na 4. mjestu u diptihu pravoslavnih crkava. Ima rang patrijarhije.
Crkva u Jeruzalemu osnovana je na dan Pedesetnice, odnosno na dan silaska Duha Svetoga na apostole. Ona je materinska i kolijevka Crkva za sve kasnije pomjesne Crkve. Kršćanstvo se iz Jeruzalema proširilo na cijeli svijet. Nazivala se također i Sionska crkva. Vjernici su bili kršćani, koji su prešli na kršćanstvo sa židovske vjere. 
Nakon Prvog židovsko-rimskog rata (66.—70.), Crkva je bila razorena i ustupila je svoje neformalno prvenstvo Rimu.
Od 4. stoljeća počelo se s njenim postepenim obnavljanjem. Godine 451., odlukom Kalcedonskog sabora, episkopu jeruzalemskom je data titula patrijarha, a Jeruzalemska crkva postavljena je na peto mjesto u kršćanskom diptihu. Zauzimala je mjesto nakon Rimske, Carigradske, Aleksandrijske i Antiohijske patrijarhije (nakon Velikog raskola iz 1054., stala je na četvrto mjesto).
U 7. stoljeću doživjela je pad, što je rezultat arapske najezde. Kada su došli križari 1099., došlo je do protjerivanja pravoslavaca iz hramova i manastira. Patrijarsi jeruzalemski bili su prinuđeni upravljati ovom Crkvom iz Carigrada.
U razdoblju od 13. do 15. stoljeća, Palestinu su zahvatili Mameluci, koji su uništavali hramove i svećenstvo s ciljem, da iskorijene kršćanstvo na tim prostorima. Uništavanje je naročito bilo prisutno nakon pada Bizanta 1453.
Tursko osvajanje Palestine 1517. označilo je početak spokojnog razdoblja u životu Jeruzalemske pravoslavne crkve. Pod otomanskom vladavinom, pravoslavna patrijarhija učvrstila je svoje pozicije u Svetoj zemlji.

## Suvremeno stanje
Jeruzalemska pravoslavna crkva u svom sastavu ima dvije mitropolije (Ptolemaidsku i Nazaretsku) i jednu arhiepiskopiju — Sinajsku arhiepiskopiju. Obuhvaća ukupno 37 hramova i jedan manastir u Jordanu, 17 hramova u Izraelu, 11 u Palestini. Još 24 manastira, od njih 19 malih, postoji u samom Jeruzalemu.
Autonomna Sinajska arhiepiskopija, s manastirom Svete Katarine na Sinaju, upravlja se od strane visokoprosvećenog arhiepiskopa sinajskog, faranskog i raifskog. Njegova rezidencija nalazi se u Kairu.
U Jeruzalemskoj crkvi ima ukupno 19 arhijereja (većinom Grci). Jeruzalemska patrijarhija ima oko 130 000 vjernika (većinom Arapi), a u samom Jeruzalemu oko 8 000 vjernika.
Bogosluženja se vrše na grčkom i arapskom jeziku.
Dana 22. kolovoza 2005., za jeruzalemskog patrijarha bio je izabran Teofil III. Patrijarhijska rezidencija nalazi se u Jeruzalemu, a patrijarhijski katedralni sabor je Hram Uskrsenja Kristova (Grob Gospodnji). Jeruzalemskoj patrijarhiji pripada oko 18% jeruzalemske zemlje.